# Ґуань Ченьчень
Ґуань Ченьчень (кит.: 管晨辰 Guan Chenchen, нар. 25 вересня 2004, Хубей, Китай) — китайська гімнастка. Олімпійська чемпіонка, призерка юніорського чемпіонату світу.

## Спортивна кар'єра
Була доволі активною дитиною, спробувала сили в багатьох видах спорту, але зупинилась на спортивній гімнастиці.
З 2018 року визнана елітною спортсменкою на національному рівні.

#### 2019
На першому в історії юніорському чемпіонаті світу в Дьєрі, Угорщина, здобула срібну нагороди в командному багатоборстві.

#### 2021
На олімпійських випробовуваннях виступала з травмою, тому не виконувала вільні вправи. На перших випробовуваннях у вправі на колоді з результатом 15,133 бали продемонструвала другий результат, на других здобула перемогу з сумою 15,366 балів. Рішенням тренерського штабу виступатиме по неіменній олімпійській ліцензії на Олімпійських іграх 2020 у Токіо, Японія.

## Результати на турнірах
| Рік                | Змагання                               | КБ | ІБ | Опорний стрибок | Різновисокі бруси | Колода | Вільні вправи |
| ------------------ | -------------------------------------- | -- | -- | --------------- | ----------------- | ------ | ------------- |
| Юніорські змагання |                                        |    |    |                 |                   |        |               |
| 2019               | Чемпіонат світу                        | 2  |    | 6               |                   |        |               |
| Дорослі змагання   |                                        |    |    |                 |                   |        |               |
| 2021               | Чемпіонат Китаю                        | 3  | 9  |                 |                   | 6      |               |
| 2021               | Перше олімпійське випробовування Китаю |    | 10 |                 |                   | 2      |               |
| 2021               | Друге олімпійське випробовування Китаю |    | 8  |                 |                   | 1      |               |
| 2021               | Олімпійські ігри                       | 7  |    |                 |                   | 1      |               |